# Centrolene bacatum
Espèce
Statut de conservation UICN

 DD  : Données insuffisantes
Centrolene bacatum est une espèce d'amphibiens de la famille des Centrolenidae.

## Répartition
Cette espèce se rencontre de 1 950 à 2 350 m d'altitude sur le versant amazonien de la cordillère Orientale :
- en Équateur dans les provinces de Napo et de Morona-Santiago ;
- en Colombie dans le département de Putumayo.

## Publication originale
- Wild, 1994 : Two new species of centrolenid frogs from the Amazonian slope of the Cordillera Oriental, Ecuador. Journal of Herpetology, vol. 28, p. 299-310.